# Noureen DeWulf

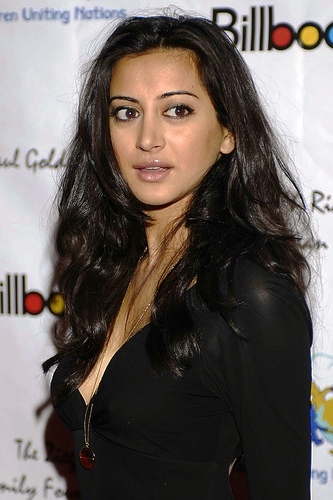
Noureen DeWulf (2007)

Noureen DeWulf (* 28. Februar 1984 in New York City, New York) ist eine US-amerikanische Schauspielerin. In der Fernsehserie Anger Management verkörperte sie in 100 Folgen neben Charlie Sheen die Rolle der Lacey.

## Karriere
DeWulfs Durchbruch gelang ihr mit dem Film West Bank Story, welcher 2007 mit dem Oscar für den besten Kurzfilm ausgezeichnet wurde. Zudem spielte sie in einigen US-amerikanischen Comedy-Fernsehserien, wie Hawthorne, The Hard Times of RJ Berger, Outsourced und Anger Management.
Darüber hinaus spielte sie an der Seite von Matthew McConaughey in Der Womanizer – Die Nacht der Ex-Freundinnen sowie von Jeremy Piven in The Goods – Schnelle Autos, schnelle Deals.

## Leben
DeWulf heiratete am 3. September 2011 den US-amerikanischen Eishockeytorwart Ryan Miller.
Sie stammt aus einer muslimischen Familie, gehört aber laut eigenen Angaben keiner Religion an.

## Filmografie (Auswahl)
- 2005: West Bank Story
- 2005: CSI: NY (Fernsehserie, Episode 1x21)
- 2005: Girlfriends (Fernsehserie, Episode 6x07–6x08)
- 2006: American Dreamz – Alles nur Show (American Dreamz)
- 2006: Die Party Animals sind zurück! (National Lampoon’s Pledge This!)
- 2006: Numbers – Die Logik des Verbrechens (NUMB3RS, Fernsehserie, Episode 2x14)
- 2007: Americanizing Shelley
- 2007: Ocean’s 13 (Ocean’s Thirteen)
- 2007: The Comebacks
- 2008: Pulse 2: Afterlife
- 2008: Pulse 3: Invasion
- 2008: Chuck (Fernsehserie, Episode 1x13)
- 2009: Der Womanizer – Die Nacht der Ex-Freundinnen (Ghosts of Girlfriends Past)
- 2009: The Goods – Schnelle Autos, schnelle Deals (The Goods: Live Hard, Sell Hard)
- 2009: 90210 (Fernsehserie, Episoden 1x15–1x16)
- 2009: Reno 911! (Fernsehserie, Episode 6x07)
- 2009: Ehe ist… (’Til Death, Fernsehserie, Episode 3x20)
- 2010: Plan B für die Liebe (The Back-Up Plan)
- 2010: The Taqwacores
- 2010: The Super-Bad Movie – 41 Jahre und Jungfrau (The 41-Year-Old Virgin Who Knocked Up Sarah Marshall and Felt Superbad About It)
- 2010: The Hard Times of RJ Berger (Fernsehserie, Episoden 1x06–1x07)
- 2010–2011: Hawthorne (Fernsehserie, 5 Episoden)
- 2011: Outsourced (Fernsehserie, 3 Episoden)
- 2011: Breakaway
- 2011: Happy Endings (Fernsehserie, Episode 2x04)
- 2012: Zambezia – In jedem steckt ein kleiner Held (Zambezia, Stimme von Pavi)
- 2012–2014: Anger Management (Fernsehserie, 100 Episoden)
- 2014: They Came Together
- 2015–2016: Grandfathered (Fernsehserie, 2 Episoden)
- 2016: Life in Pieces (Fernsehserie, Episode 1x14)
- 2016: Chee and T
- 2017: Bad Match
- 2018: When We First Met
- 2018: All Night (Fernsehserie, 5 Episoden)
- 2019: Love Again – Jedes Ende ist ein neuer Anfang (Endings, Beginnings)
- 2019: The Wedding Year
- 2020: Tacoma FD (Fernsehserie, 2 Episoden)
- 2020: Jeff Fahey
- 2020: Wheels of Fortune
- 2020–2021: Good Girls (Fernsehserie, 10 Episoden)
- 2021: Donny's Bar Mitzvah